# Villechétive
Villechétive är en kommun i departementet Yonne i regionen Bourgogne-Franche-Comté i norra Frankrike. Kommunen ligger i kantonen Cerisiers som tillhör arrondissementet Sens. År 2022 hade Villechétive 261 invånare.

## Befolkningsutveckling
Antalet invånare i kommunen Villechétive
| Referens: INSEE |